# Ethelum burgeoni
Ethelum burgeoni är en kräftdjursart som beskrevs av Arcangeli 1950. Ethelum burgeoni ingår i släktet Ethelum och familjen Eubelidae. Inga underarter finns listade i Catalogue of Life.